# Балтачевський район
Балта́чевський район (рос. Балтачевский район, башк. Балтас районы) — адміністративна одиниця Республіки Башкортостан Російської Федерації.
Адміністративний центр — село Старобалтачево.

## Населення
Населення району становить 18356 осіб (2019, 21623 у 2010, 24695 у 2002).
Динаміка національного складу населення району:
| Рік  | башкири | татари | марійці |
| ---- | ------- | ------ | ------- |
| 1970 | 74.9 %  | 5.6 %  |         |
| 1979 | 74 %    | 6 %    |         |
| 1989 | 22,1 %  | 59,2 % |         |
| 2002 | 14,7 %  | 70 %   | 10,9 %  |

## Адміністративний поділ
До складу району входять 15 сільських поселень:
| Поселення                         | Площа, км² | Населення, осіб (2002) | Населення, осіб (2010) | Населення, осіб (2019) | Центр           | Населені пункти |
| --------------------------------- | ---------- | ---------------------- | ---------------------- | ---------------------- | --------------- | --------------- |
| Богдановська сільська рада        | 93,30      | 975                    | 959                    | 725                    | Старотимкино    | 2               |
| Верхньоянактаєвська сільська рада | 69,24      | 1085                   | 910                    | 725                    | Новоямурзино    | 5               |
| Кундашлинська сільська рада       | 162,06     | 1135                   | 879                    | 636                    | Кундашли        | 4               |
| Кунтугушевська сільська рада      | 88,94      | 1347                   | 1351                   | 1098                   | Нижньоіванаєво  | 6               |
| Нижньокаришевська сільська рада   | 223,57     | 2199                   | 1663                   | 1222                   | Верхньокаришево | 9               |
| Нижньосікіязовська сільська рада  | 75,52      | 1510                   | 1245                   | 1005                   | Нижньосікіязово | 8               |
| Норкинська сільська рада          | 96,16      | 858                    | 726                    | 555                    | Норкино         | 3               |
| Сейтяковська сільська рада        | 87,49      | 1293                   | 1092                   | 856                    | Сейтяково       | 5               |
| Старобалтачевська сільська рада   | 96,38      | 7073                   | 6942                   | 7069                   | Старобалтачево  | 5               |
| Староянбаєвська сільська рада     | 103,27     | 1289                   | 1123                   | 885                    | Староянбаєво    | 7               |
| Тошкуровська сільська рада        | 115,80     | 1744                   | 1456                   | 1086                   | Тошкурово       | 6               |
| Тучубаєвська сільська рада        | 104,04     | 1266                   | 974                    | 708                    | Тучубаєво       | 6               |
| Шав'ядинська сільська рада        | 117,76     | 980                    | 681                    | 504                    | Шав'яди         | 4               |
| Штандинська сільська рада         | 120,97     | 1216                   | 1015                   | 846                    | Штанди          | 6               |
| Ялангачевська сільська рада       | 43,82      | 725                    | 607                    | 436                    | Ялангачево      | 3               |

## Найбільші населені пункти
| №  | Населений пункт | Населення, осіб (2002) | Населення, осіб (2010) |
| -- | --------------- | ---------------------- | ---------------------- |
| 1  | Старобалтачево  | 5 601                  | 5 598                  |
| 2  | Сейтяково       | 863                    | 746                    |
| 3  | Кундашли        | 784                    | 597                    |
| 4  | Штанди          | 657                    | 568                    |
| 5  | Кум'язи         | 592                    | 532                    |
| 6  | Староякшеєво    | 555                    | 528                    |
| 7  | Старотимкино    | 522                    | 505                    |
| 8  | Нижньосікіязово | 551                    | 459                    |
| 9  | Богданово       | 453                    | 454                    |
| 10 | Верхньокаришево | 523                    | 439                    |